# Rogeria
Rogeria, biljni rod iz porodice sezamovki smješten u tribus Pedalieae. Sastoji se od 4 vrste čiji je izvorni areal od Cape Verde do Eritreje, i od Namibije do Kapskih provincija Južne Afrike. 

## Opis
To su jednogodišnje i dvogodišnje biljke i polugrmovi. . Tipična je Rogeria adenophylla, velika biljka koja naraste do 2,5 metra visine i koja je česta u ruderalnim područjima, i koristi se kao stočna hrana. 

## Vrste
1. Rogeria adenophylla J.Gay
2. Rogeria armeniaca Bedigian
3. Rogeria bigibbosa Engl.
4. Rogeria longiflora (D.Royen) J.Gay ex DC.